# Palma Soriano
Palma Soriano este un oraș din Cuba.

## Personalități născute aici
- José Daniel Ferrer (n. 1970), activist pentru drepturile omului.

## Legături externe
- es  Palma Soriano la Guije
- es  Palma Soriano la EcuRed